# F1 - Il film
F1 - Il film (F1: The Movie) è un film del 2025 diretto e co-prodotto da Joseph Kosinski, che ne ha anche scritto il soggetto insieme allo sceneggiatore Ehren Kruger.

## Trama
1993. A seguito di uno spaventoso incidente, la giovane promessa americana della Formula 1 Sonny Hayes, che gareggia in Lotus con lo spagnolo Ruben Cervantes, abbandona la sua carriera e si dedica alle categorie automobilistiche minori.
2023. Sonny, che ora vive in un furgone e mostra principi di ludopatia, non ha perso la passione per la velocità e si divide come pilota a noleggio tra molteplici competizioni motoristiche tra cui la NASCAR, Le Mans e il Rally di Dakar. Impegnato nella 24 Ore di Daytona con il modesto team Chip Hart Racing, lo conduce alla vittoria attraverso una spettacolare rimonta alla guida di una Porsche 911 GT3 R, poi se ne va per altri lidi senza neanche godersi il trionfo: tra le sue abitudini, peraltro, c'è quella di non toccare mai i trofei che si aggiudica.
Una sera Sonny viene raggiunto da Ruben, ora proprietario della modesta Expensify APXGP: lo spagnolo vorrebbe che l'ex promessa tornasse in F1 per salvare il suo destino nella scuderia; dato che ancora non ha vinto una gara, chiudere il campionato senza trionfi significherebbe dover cedere la proprietà della squadra poiché il consiglio di amministrazione del suo gruppo finanziario richiede importanti tagli di fronte a un progetto che appare così fallimentare da farlo abbandonare, a metà stagione, alla prima guida della scuderia. In seconda istanza, Sonny dovrebbe fare da mentore al promettente ma arrogante debuttante britannico Joshua Pearce. Di fronte a tali richieste, inizialmente il pilota americano rifiuta, salvo poi presentarsi a Silverstone e mettersi ufficialmente in gioco con una scuderia che, a oltre metà stagione andata, non ha ancora un solo punto in classifica. Sonny conosce così i membri dello staff tecnico, tra cui l'ingegnere Kate McKenna, e si rivela essere un pilota metodico e calcolatore, a differenza del focoso e sbruffone Joshua, ma anche scaramantico: da buon giocatore d'azzardo, prima di ogni gara pesca a caso una carta dal suo mazzo personale e se la mette in tasca a mo' di portafortuna. D'altro canto, il rookie britannico è alla ricerca di una scuderia migliore e per mettersi in buona luce vuole assolutamente battere il suo nuovo compagno.
Le frizioni tra i due piloti della APXGP non tardano ad arrivare ed esplodono già alla prima gara assieme, in cui i due si buttano fuori a vicenda quando Sonny si rifiuta di far passare Joshua. Fin da subito, però, il maturo pilota americano decide di anteporre la scuderia a sé stesso: collabora con Kate per rielaborare il design della macchina scegliendo un approccio particolarmente aggressivo in curva e, in attesa degli sviluppi tecnici sulla monoposto, sceglie di guidare al limite nei Gran Premi successivi causando incidenti e interventi dei giudici per far guadagnare al team qualche punto coi piazzamenti di Pearce. Lo stratagemma inizialmente funziona ma a Monza Pearce non segue i consigli di Sonny e anticipa il tentativo di sorpasso su Max Verstappen eseguendo una folle manovra alla parabolica: il rookie è dunque vittima di uno spaventoso incidente da cui fortunatamente esce riportando soltanto delle ustioni alle mani. La riabilitazione lo tiene lontano dal Circus per alcune settimane, periodo in cui viene sostituito dal terzo pilota della APXGP, Luca Cortes. Bernadette, madre di Joshua, accusa Sonny per quanto avvenuto al figlio. 
Dal successivo Gran Premio d'Olanda la APXGP presenta il nuovo fondo studiato da Sonny e Kate, che intanto flirtano insieme, e trae molti benefici in termini di prestazione: la vettura comincia a piazzarsi in zona punti con buona regolarità, anche se il rientro in pista di Joshua ha come risultato un nuovo incidente tra lui e Sonny in Belgio.
Il calendario della F1 prevede successivamente il Gran Premio di Las Vegas. Alla vigilia della gara Kate riporta la pace tra Joshua e Sonny tramite una partita a poker in cui i due scommettono il ruolo di prima guida; l'americano finge di perdere nella speranza che il suo compagno di scuderia finalmente si responsabilizzi, e così è: subito dopo Joshua va in discoteca salvo cambiare idea e uscirne presto per andare a letto. Nella stessa notte esplode la passione tra Kate e Sonny. Poco dopo arriva una notizia inaspettata: qualcuno ha denunciato irregolarità nei progetti della APXGP e la scuderia è costretta a ripristinare il precedente fondo in attesa delle opportune verifiche da parte dei giudici. Ciò provoca moltissima frustrazione in Sonny, che scende in pista offuscato dall'ira e senza carta da gioco come portafortuna e si schianta finendo in ospedale.
Durante il ricovero Ruben solleva Sonny dall'incarico di pilota quando scopre che già con l'incidente del 1993 il suo vecchio amico si era procurato danni fisici che avrebbero potuto compromettergli la vista, causargli paralisi e portarlo alla morte. Joshua, intanto, prova a seguire i consigli del suo compagno di scuderia riguardo al GP di Monza affrontando di nuovo, al simulatore, la gara: scopre così che se avesse aspettato di oltrepassare la parabolica avrebbe effettivamente sopravanzato Verstappen senza fare danni. Finalmente, il rookie capisce quanto valga l'esperienza di Sonny e lo discolpa con Bernadette.
Dimesso dall'ospedale, Sonny viene poi avvicinato da Peter Banning, membro del consiglio di amministrazione della APXGP, che gli propone un ruolo in società auspicando la rimozione di Ruben. Il pilota intuisce che è stato lui a denunciare anonimamente le irregolarità nella monoposto al fine di sabotare il team e facilitarne la vendita, e ad Abu Dhabi, prima dell'inizio della gara, riesce a convincere Ruben a farlo guidare un'ultima volta, con grande disappunto di Banning; inoltre, grazie ad un controllo tramite cui i documenti della denuncia risultano falsi, la monoposto ottiene di nuovo la possibilità di usare il fondo più efficace.
Nel GP di Abu Dhabi, gara finale della stagione, i piloti della APXGP lottano per la vittoria grazie agli stratagemmi di Sonny, che permettono a Joshua di guadagnare clamorosamente la testa della corsa; tuttavia, nel finale l'usura delle gomme si fa sentire e Lewis Hamilton e Charles Leclerc lo superano. Quando le speranze sembrano finire, a cinque giri dalla fine, Sonny ha però un incidente mentre difende la quarta posizione da George Russell e danneggia le barriere provocando una bandiera rossa. Quest'ultima si rivela il miracolo che serviva alla APXGP: avendo più gomme nuove degli avversari, i quali le hanno già utilizzate durante le qualifiche, le vetture di Sonny e Joshua possono utilizzarle per gli ultimi tre giri del GP. I giudici di gara avrebbero la possibilità di complicare i piani in quanto Sonny in passato ha già causato incidenti per favorire il team, ma il verdetto dichiara il suo scontro con Russell accidentale e non volutamente cercato, quindi non c'è penalità per il recidivo pilota americano.
Alla ripartenza Sonny e Joshua sfruttano le gomme nuove e, con un doppio attacco perfettamente coordinato nei movimenti, riescono a passare prima Leclerc e poi Hamilton. Quest'ultimo, tuttavia, non si dà per vinto: prima si riprende molto duramente la posizione su Sonny, poi attacca Joshua. Nel vero e proprio scontro generazionale che si presenta, il rookie e il campione inscenano un epico ruota a ruota che si conclude in un incidente che butta entrambi fuori dalla gara. Sonny, trovatosi in testa alla gara, riesce a resistere agli attacchi di Leclerc e ai disturbi alla vista dovuti alle ferite del passato conquistando il primo trionfo in Formula 1, così salva la APXGP dalla vendita. Sul podio, il pilota americano, come di sua abitudine, evita di afferrare il trofeo facendolo consegnare a un euforico Ruben.
Dopo i festeggiamenti della APXGP, Toto Wolff tenta Joshua con un'offerta della Mercedes ma il giovane sceglie prontamente di non cambiare scuderia. Sonny, che stavolta non ha dimenticato la carta portafortuna in tasca, saluta Kate e se ne va di soppiatto, ma Joshua lo intercetta e i due si accommiatano amichevolmente. Il maturo pilota americano si ritira quindi dalla Formula 1 e torna al suo stile di vita nomade, gareggiando nella Baja 1000 per un piccolo team.

## Produzione

### Sviluppo
Joseph Kosinski e Brad Pitt erano stati coinvolti, anni addietro, in un progetto sulla rivalità tra Ford e Ferrari salvo poi venir sostituiti nei loro ruoli per quello che sarebbe diventato Le Mans '66 - La grande sfida; il regista, molto tempo dopo, contattò Pitt riportando in auge l'idea di un film sulle gare automobilistiche e l'alta velocità. Fin da subito l'obiettivo era quello di ambientare la storia nel mondo della F1. Durante la post-produzione di Top Gun: Maverick Kosinski parlò del suo progetto a Jerry Bruckheimer coinvolgendolo senza difficoltà.
Kosinski conosceva già Lewis Hamilton perché il pluricampione si era candidato per il ruolo di "Fanboy" in Top Gun: Maverick abbandonando poi l'idea a causa degli impegni sportivi. Incontratosi con il regista e Bruckheimer verso la fine del 2021, l'anglocaraibico accettò subito di partecipare al progetto come consulente e produttore. Poco dopo, battendo la concorrenza di Netflix e Prime Video, anche Apple TV+ approvò l'opera finanziandola e, nel giugno del 2024, la Warner Bros. si aggiudicò i diritti di distribuzione.
Per convincere il CEO della F1 Stefano Domenicali a far girare il film durante i reali Gran Premi, Kosinski organizzò per lui un'anteprima in IMAX di Top Gun: Maverick riuscendo così a fargli percepire le potenzialità del progetto.
Poco dopo la presentazione pubblica del progetto l'emittente ESPN twittò che il film si sarebbe intitolato Apex, ma la dichiarazione fu poi ritrattata.

### Casting
Il progetto ebbe annuncio ufficiale nel giugno del 2022: le prime voci presentavano già Bruckheimer tra i produttori, Kosinski a dirigere e Pitt come protagonista; il cachet del divo è ammontato a trenta milioni di dollari. Damson Idris venne ufficializzato nell'aprile dell'anno successivo, tre mesi dopo fu la volta di Javier Bardem, che aveva già lavorato con Pitt in The Counselor - Il procuratore pur senza condividere alcuna scena con lui.
Pitt e Idris si sono esercitati a lungo guidando auto di Formula 2 e Formula 3 sul circuito Paul Ricard.

### Budget
Il budget inizialmente segnalato per il film ammontava a trecento milioni di dollari ma Bruckheimer ha specificato invece che le stime
« [...] sono decine di milioni di dollari completamente sbilanciati nella direzione sbagliata, e nella giusta direzione per noi.» 
Il produttore ha infatti illustrato che, al di là degli sgravi fiscali offerti da alcuni paesi quali il Regno Unito e Abu Dhabi, sono state raccolte cifre importanti grazie ai moltissimi sponsor: tra di essi ci sono EA Sports, MSC Crociere e IWC, presenti sulle tute fornite da Racing Force Group, ma anche Heineken. Stando alle stime di Forbes, i vari marchi hanno fruttato oltre quaranta milioni di dollari. Poco prima dell'uscita del film nelle sale alcune fonti hanno posto l'asticella delle spese a circa duecento milioni di dollari, ma le opinioni in merito rimangono contrastanti.

### Riprese
Le vetture utilizzate per la APXGP sono macchine di Formula 2 e Formula 3 adeguatamente modificate col supporto della Mercedes AMG e nelle quali sono state inserite oltre cinquanta telecamere. Tra queste c'è anche un innovativo modello in miniatura di camera 6K mai utilizzato per il cinema e studiato per trasportare lo spettatore direttamente nella cabina di guida insieme al pilota.

Alcune delle riprese si sono svolte durante il Gran Premio di Gran Bretagna del 2023, dov'è stato effettivamente dato il primo ciak ed è stata presentata la vettura della APXGP, e la 24 Ore di Daytona del 2024. A tal proposito, il regista ha dichiarato:
«Brad e Damson sono alla guida delle auto, il che è già di per sé piuttosto spettacolare, ma farlo di fronte ad un pubblico dal vivo, soprattutto alla velocità con cui schizzano le auto di Formula 1, non è semplice. È diverso da qualsiasi cosa abbia mai fatto prima. [...] Abbiamo girato durante Gran Premi veri e propri e le finestre per fare le nostre riprese sono molto, molto strette, il tutto davanti a centinaia di migliaia di persone.»
In tutto, sono quattordici i weekend di F1 durante i quali sono state effettuate riprese per il film, tra cui l'Autodromo nazionale di Monza e i circuiti di Spa-Francorchamps, Yas Marina e Suzuka.
Lo sciopero degli sceneggiatori avvenuto a Hollywood tra maggio e settembre 2023 ha parzialmente rallentato la produzione.

#### Citazioni di fatti reali
Alcune vicende narrate nel film prendono ispirazione dalla realtà:
- l'incidente di Sonny nel 1993 è ispirato a quello occorso a Martin Donnelly durante le prove del Gran Premio di Spagna 1990: come per il personaggio di Brad Pitt nel film, il gravissimo impatto portò il pilota irlandese (specificatamente ringraziato agli inizi dei titoli di coda) a chiudere anzitempo la sua carriera in F1;[26][27]
- gli stratagemmi di Sonny che prevedono incidenti per favorire Joshua ricordano il sinistro crashgate nel Gran Premio di Singapore del 2008 quando Flavio Briatore chiede al suo pilota Nelson Piquet Jr. di andare a sbattere per favorire il compagno di scuderia Fernando Alonso;[28][29]

- l'incidente di Joshua nel 2023, invece, ricorda sia il volo di Alex Peroni, che nel 2019 (in Formula 3) planò sulle barriere del circuito di Monza dopo essere effettivamente saltato su un cordolo, sia il rogo della Haas di Romain Grosjean nel Gran Premio del Bahrein del 2020, che comportò gravi ustioni alle mani del pilota francese;[29]
- l'importanza delle gomme nuove negli ultimi giri del GP di Abu Dhabi è ispirato al controverso finale della gara del 2021, quando pneumatici più freschi permisero a Max Verstappen di superare Lewis Hamilton laureandosi campione del mondo.[29]

#### Finale alternativo
Malgrado il trionfo finale di Sonny non sia mai stato davvero messo in discussione, Kosinski ha rivelato di aver messo in scena anche un finale alternativo il cui unico scopo era quello di depistare gli spettatori presenti. In esso, era Joshua Pearce a vincere il GP di Abu Dhabi. Il regista ha precisato:
«L’abbiamo girato con le telecamere? Mi sembra che l’abbiamo girato solo per confondere le idee. Probabilmente i fan avrebbero comunque indovinato che Sonny avrebbe vinto la gara finale: è praticamente la regola di qualsiasi film sportivo soddisfacente e adatto al grande schermo che l’eroe superi le difficoltà e ne esca vittorioso [...] Ma chi se ne importa? I film riguardano più il viaggio che la destinazione. È lì che sta il divertimento. Voglio dire, chiunque può indovinare il finale di un film.»
Alcune riprese amatoriali del finale alternativo sono comunque facilmente reperibili sui social network.

## Colonna sonora
In occasione del Gran Premio d'Austria del 2024 Hans Zimmer ha annunciato che avrebbe creato alcune musiche originali da inserire nel film. Per il celebre compositore tedesco si sarebbe trattato della seconda esperienza sia con Joseph Kosinski (dopo Top Gun: Maverick) sia con il mondo della F1 (giacché aveva già lavorato per la colonna sonora di Rush).
F1 - Il film è la tredicesima opera prodotta da Bruckheimer in cui Zimmer lavora alle musiche; la prima era stata un altro dramma motoristico, Giorni di tuono.
Apple TV+ e Kosinski hanno scelto di lavorare anche coi produttori Mark Ronson e Max Martin per aggiungere alcuni brani al film; come precedentemente annunciato da Atlantic Records, la colonna sonora è uscita in concomitanza con la pellicola. Il primo singolo ad anticiparla è stato Lose My Mind, cantato da Don Toliver con Doja Cat, poi è toccato a Messy di Rosé, Baja California di Myke Towers e Just Keep Watching di Tate McRae. Poco tempo dopo Ed Sheeran è arrivato nelle radio con Drive. Tra gli altri artisti coinvolti nel progetto, anche Sexyy Red, Raye e Madison Beer.
La versione deluxe dell'album contiene anche i quindici pezzi composti da Hans Zimmer, che il compositore ha definito come una sorta di ibrido tra elettronica e orchestra, immaginandole rispettivamente la monoposto di F1 e l'essere umano che la guida e riservando un tema da pistolero al personaggio di Sonny Hayes.

## Promozione
In occasione del Gran Premio di Gran Bretagna del 2024 vengono diffusi sia un primo poster che il teaser del film; un secondo spot è presentato in occasione del successivo Super Bowl. Il 12 maggio 2025 vengono infine proposti la locandina e il trailer definitivi. Due settimane prima dell'uscita del film l'app Apple TV presenta il primo esempio di spot aptico: in perfetta sincronia con le immagini che passano sullo schermo, l'IPhone vibra in tempo reale durante accelerazioni, frenate e passaggi sui cordoli da parte delle monoposto.

## Distribuzione
F1 - Il film è stato proiettato in anteprima a Monaco il 21 maggio 2025 in un evento riservato a piloti e team principal delle scuderie di Formula 1. Nella prima metà del giugno successivo il cast intraprende un tour promozionale che tocca Città del Messico, New York (insieme a molti esponenti della massima categoria del motorsport odierno), Londra e Abu Dhabi.
Il film è stato distribuito in 25 sale IMAX il 23 giugno e a livello internazionale (tra cui in Italia) il 25 giugno, mentre negli Stati Uniti il 27 giugno. Il successo conseguito al cinema ha spinto Apple a una seconda riproposizione in IMAX a partire dal successivo 8 agosto.

### Edizione italiana
La direzione del doppiaggio e i dialoghi italiani sono a cura rispettivamente di Rodolfo Bianchi e di Valerio Piccolo per conto della Dubbing Brothers International Italia che si è occupata anche della sonorizzazione.
Il doppiaggio delle telecronache di gara è stato affidato ai commentatori di riferimento di ogni singola nazione. La versione italiana gode quindi del contributo di Carlo Vanzini e Marc Gené, dal 2013 voci ufficiali di Sky Sport F1.
Toto Wolff si doppia in italiano da solo, come avviene anche in altre edizioni del film: la Mercedes ha infatti pubblicato sul proprio profilo Instagram un video in cui il team principal della scuderia tedesca pronuncia la stessa frase pure in francese e tedesco.

## Accoglienza

### Incassi
Il film ha incassato 183118597 $ in Nord America e 409000000 $ nel resto del mondo, per un totale di 592118597 $: In Italia ha incassato 5458906 €.
A causa delle incertezze sul budget, gli analisti si dividono su quanto serva a F1 per generare un effettivo profitto, che deve coprire anche il coinvolgimento della Warner Bros. nella distribuzione. Si tratta, comunque, del film di maggior successo commerciale tra quelli girati da Brad Pitt, tra quelli prodotti da una piattaforma di streaming e tra quelli d'ambito sportivo.

### Critica
Una prima proiezione riservata alla stampa ha portato a commenti intrisi di entusiasmo e soddisfazione con particolari elogi a colonna sonora, fotografia e suono.
Il film ha l'82% di recensioni positive su Rotten Tomatoes e un voto medio di 68 su 100 su Metacritic.
Tra gli articoli a favore ci sono quelli di The Guardian ed Empire, che assegnano al film quattro stelle su cinque sottolineandone la spettacolarità e l'alchimia di Pitt col resto del cast, mentre The Hollywood Reporter parla di scene girate con impressionante maestria. Più tiepido il giudizio di altre testate: Variety riporta un po' di superficialità nella descrizione dell'ambiente automobilistico mentre BBC racconta di un film promozionale in cui è più facile ricordare gli sponsor che i personaggi.
Tra i principali siti cinematografici italiani, Comingsoon.it assegna al film quattro stelle su cinque parlando di uno «spettacolo cinetico e cinematografico di altissimo livello tecnico» mentre Movieplayer.it esalta le prove di Brad Pitt e Hans Zimmer. Ancora più entusiastica la recensione di Cinematografo.it, secondo cui Kosinski sa «mescolare epoche diverse, portare gli stilemi del passato in un’industria che, per sopravvivere, deve aggrapparsi al mito, ai divi che non conoscono età. [...] un western a tutta velocità. Con il cambio al posto della pistola e il cowboy che non smette di cavalcare da solo verso l’orizzonte». Infine, anche MYmovies.it assegna al film un buon voto (tre stelle su cinque) anche se denota alcuni aspetti meno convincenti quali «psicologia dei personaggi esile, storia di ascesa-caduta-riscatto vista infinite volte, una trama che piega le esigenze narrative alla necessità di illustrare le regole della Formula 1».

## Merchandising
Il videogioco F1 25 permette, nella Iconic Edition, di guidare le auto della APXGP impersonando quindi Hayes e Pearce.
Per l'uscita negli Stati Uniti è stato prodotto un esclusivo secchiello per popcorn a forma di casco.
La IWC ha messo in commercio alcuni orologi creati appositamente per il film.
Heineken ha girato uno spot per la sua birra senza alcol con protagonisti Pitt e Idris.
Sul sito ufficiale della F1 è possibile acquistare magliette, felpe e cappellini col marchio della fittizia scuderia e altri capi di abbigliamento li ha proposti Tommy Hilfiger, fashion sponsor del film e già legato ad altri team quali Lotus, Ferrari e Mercedes.
Hot Wheels ha messo in commercio il modellino della APXGP di Hayes in scala 1:64. Un esemplare delle medesime dimensioni è disponibile col "McMenu F1 The Movie" nei locali sudamericani della catena McDonald's.